# Isola di Gerasimov
L'isola di Gerasimov (in russo Остров Герасимова?) è un'isola russa che si trova nel golfo di Pietro il Grande, nel mar del Giappone, nell'Estremo Oriente russo. È situata all'ingresso del golfo Slavjanskij (залив Славянкий), a sud della penisola di Jankovskij. Si trova 41 km a sud-ovest di Vladivostok e 8,5 km a nord-est della città di Slavjanka. Appartiene amministrativamente al Chasanskij rajon, del territorio del Litorale. L'isola non ha popolazione residente, tuttavia, nel periodo estivo-autunnale, è visitata da turisti e villeggianti.

## Geografia
L'isola ha una lunghezza da nord a sud di 1,44 km, per una larghezza massima di 300 m. Raggiunge l'altezza massima di 62 m s.l.m. Le coste sono ripide e rocciose e la maggior parte dell'isola è ricoperta da piante erbacee. A nord, tra l'isola e la terraferma, si trova la piccola isola di Sidorov.

## Storia
L'isola è stata esaminata, negli anni 1862-63, dalla spedizione di Vasilij Matveevič Babkin, a bordo della corvetta Kalevala, e ha preso il nome del sottufficiale Vasilij Iosifovič Gerasimov.